# Evazija
Evazija ili utaja poreza, izbjegavanje plaćanja poreza.
- Zakonita evazija - izbjegavanje plaćanja poreza putem pronalazaka rupa u zakonu ili putem korištenja po zakonu odobrenih povlastica.
- Nezakonita evazija- izbjegavanje plaćanja poreza kriminalnim aktivnostima, odnosno prikrivanjem stanja bilance.